# Mitra assimilis
Mitra assimilis is een slakkensoort uit de familie van de Mitridae. De wetenschappelijke naam van de soort is voor het eerst geldig gepubliceerd in 1868 door Pease.